# Komputer drugiej generacji

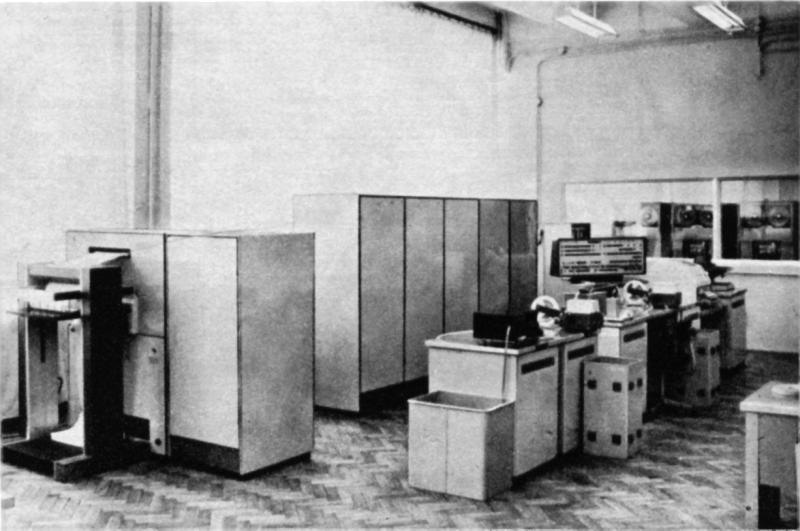
Komputer ZAM-41.
Z przodu po lewej: drukarka wierszowa,
pod ścianą: jednostka centralna z pamięcią bębnową,
za szybami: jednostki pamięci taśmowej PT-2,
na środku biurko z modułów od lewej:
• czytnik taśmy dziurkowanej,
• dwa perforatory taśmy dziurkowanej,
• dalekopis jako monitor,
• nad biurkiem pulpit.

Komputer drugiej generacji – komputer, w którym do budowy elementów logicznych (bramek) wykorzystano elementy półprzewodnikowe – były nimi wynalezione w pierwszej połowie XX w. tranzystory. Do tego typu komputerów zalicza się np. ZAM 41 czy Cray-1.
W porównaniu z pierwszą generacją komputerów charakteryzowały się one:
- mniejszymi wymiarami,
- większą bezawaryjnością,
- mniejszym poborem prądu.

Powyższe cechy pozwoliły na budowę wydajniejszych i jednocześnie bardziej skomplikowanych maszyn.

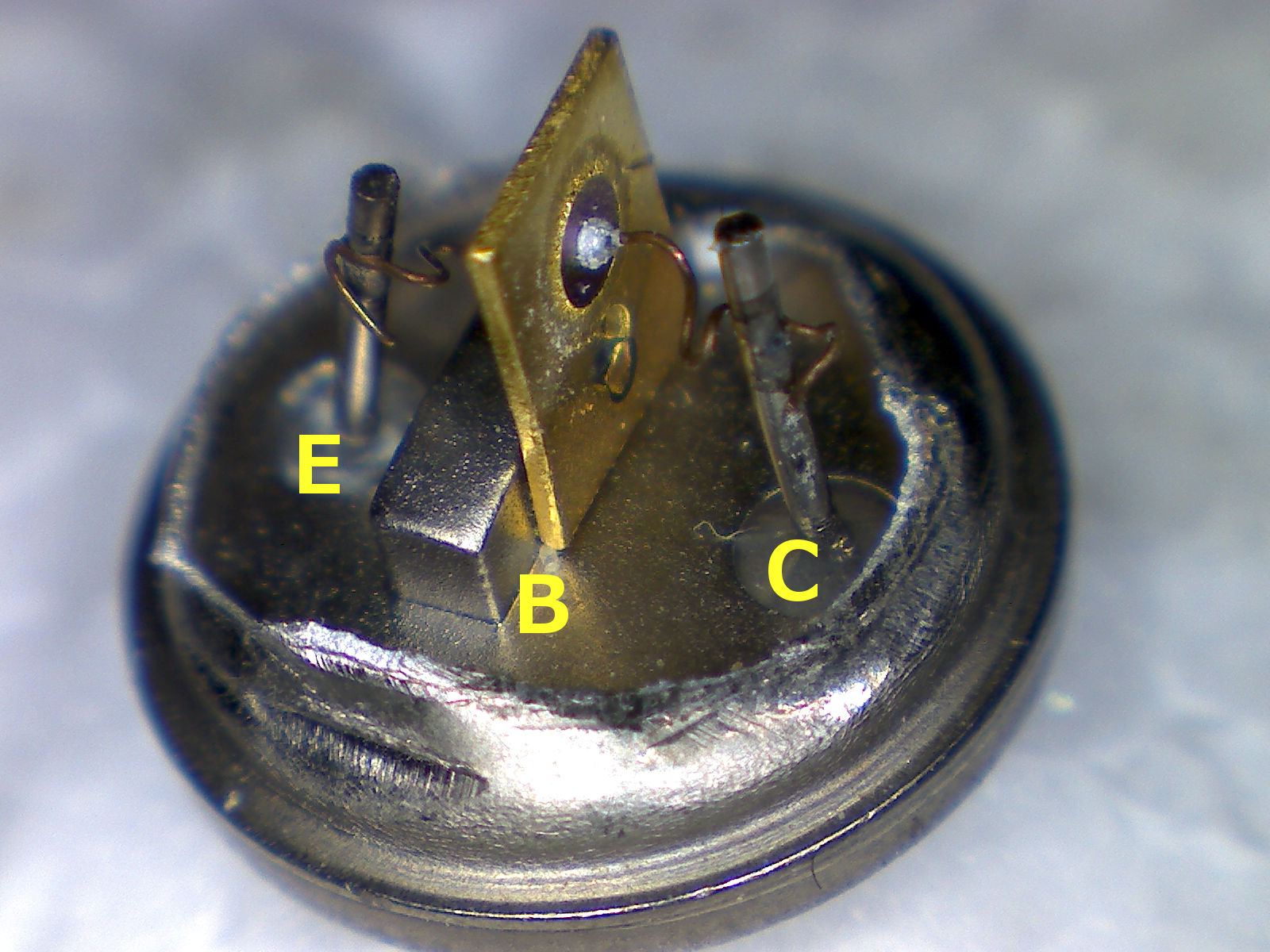
Germanowy tranzystor stopowy stosowany w komputerach drugiej generacji

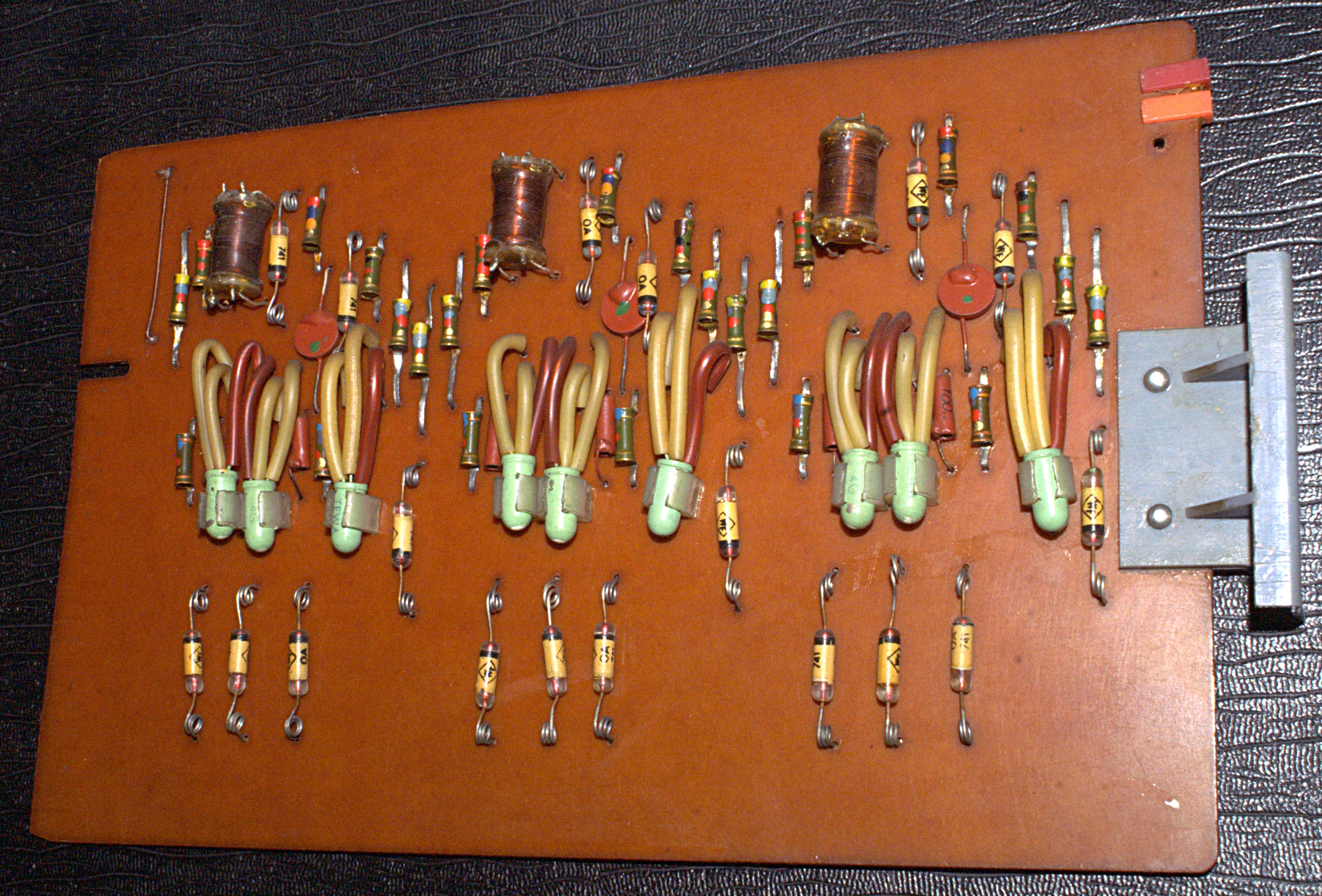
Płytka komputera Odra 1003 z germanowymi tranzystorami stopowymi